# Comella insularis
Comella insularis is een vlinder uit de familie van de Callidulidae. De wetenschappelijke naam van de soort is voor het eerst geldig gepubliceerd door Joicey & Talbot.